# Festival du film environnemental de Poitiers
Pour les articles homonymes, voir FFE.

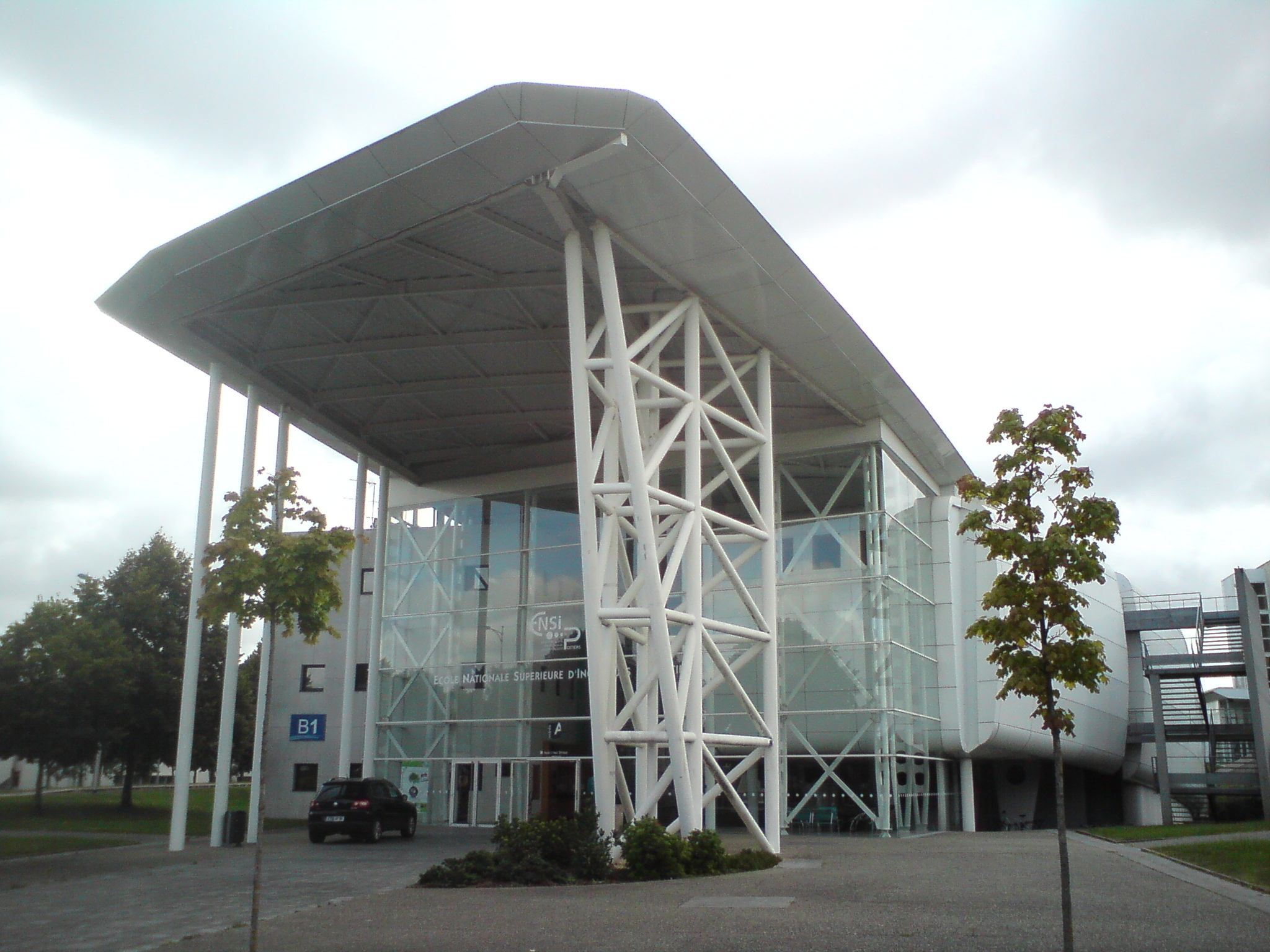
L'ENSI Poitiers, où se déroule majoritairement la manifestation

Le Festival du film environnemental (FFE), est un festival annuel de courts-métrages organisé par des étudiants de l'École nationale supérieure d'ingénieurs de Poitiers (ENSI Poitiers) et soutenu financièrement par l'Université de Poitiers, sur le domaine universitaire de Poitiers. D'une durée d'une semaine, le festival vise à sensibiliser, petits et grands, sur l’environnement de manière ludique et amusante.

## Origine
Cette section ne s'appuie pas, ou pas assez, sur des sources secondaires ou tertiaires indépendantes du sujet. Le texte peut contenir des analyses inexactes ou inédites de sources primaires.
Pour l'améliorer, ajoutez-en, ou placez des modèles {{Source secondaire souhaitée}} ou {{Source secondaire nécessaire}} sur les passages mal sourcés. (novembre 2022)
Dans la lignée de la devise de l'école, Ingénierie pour la protection de l'environnement, Jean-Yves Chenebault, directeur de cette école, a eu l’idée de créer avec ses élèves un événement pour aborder les thématiques de l’environnement autour de la visualisation de courts-métrages. L’association étudiante du Festival du Film Environnemental ou FFE a ainsi vu le jour. Gratuit et ouvert à tous, ce festival a été créé en 2008.
Un trophée et un chèque de 400 € récompensent le meilleur court-métrage pour chaque catégorie : fiction, documentaire, animation et amateur[source insuffisante].

## Historique
Il a été créé à la suite d'un projet de première année effectué par des élèves, en 2008. Les éditions se déroulent généralement en mars. La première édition fut programmée sur un jour fin février. La seconde édition de 2011 s'est déroulé sur deux jours, à la mi-mars. Le premier jour se passant dans une salle de spectacle extérieure à l'ENSI Poitiers et le second à l'amphithéâtre Abel Brillanceau de l'école.
La première édition a vu le prix du jury décerné aux lycéens du Lycée d’Enseignement Général et Technologique Agricole de Sées pour ELLE, et le prix du public est revenu à Le dire c’est bien, le chemin de fer c’est mieux de la Faculté des Sciences Sociales de l'Université de Poitiers.

### Édition 2011
Cette section ne s'appuie pas, ou pas assez, sur des sources secondaires ou tertiaires indépendantes du sujet. Le texte peut contenir des analyses inexactes ou inédites de sources primaires.
Pour l'améliorer, ajoutez-en, ou placez des modèles {{Source secondaire souhaitée}} ou {{Source secondaire nécessaire}} sur les passages mal sourcés. (novembre 2022)
En 2011, les lauréats furent les courts-métrages C'est pas dramatique réalisé un étudiant de la faculté de Lettre et Langues de l'Université de Poitiers (prix du jury) et Un geste par un groupe d'élèves-ingénieurs de l'ENSI Poitiers. En projection hors compétition, Érik Frétel a présenté son dernier film, et les spectateurs ont également pu visionner une projection du discours de Severn Cullis-Suzuki au Sommet de Rio en 1992, alors qu'elle avait 14 ans.

### Édition 2012
L'édition 2012 s'est déroulée les 13 et 14 mars avec la soirée d'ouverture à la Maison des étudiants de l'Université de Poitiers avec l'avant-première de Vélotopia d'Erik Frétel, et la projection des films en compétition le lendemain dans l'amphithéâtre Abel Brillanceau de l'ENSI Poitiers. Le prix du public est allé à Ça sera tout par Gautier Meurice du BTS Audiovisuel de Roubaix et le prix du jury à Une histoire cochonne par Yohann Gourdon de l'
ESRA de Rennes. Ce fut l'édition où le public fut le plus nombreux jusqu'à présent, remplissant presque intégralement l'amphithéâtre.

### Édition 2013
La quatrième édition s'est déroulée les 12 et 13 mars 2013. Le TAP Castille a projeté La Soif du monde de Yann-Arthus Bertrand. Il a récompensé le belge Sébastien Pins avec Ma forêt, le Pictavien Sébastien Biget avec Bref, je fais du vélo et les Sud-Africains du collectif Eat my dust avec Ecoloshe.

### Édition 2014
En 2014, le film Trashed a été projeté au cinéma Le Dietrich, puis les récompenses ont été pour le prix du public : Crau Sauvage de Baptiste Seyer, Chloé Dubset et Thomas Escudie de l'IFFCAM, le prix amateur : Déchets Sauvage du wallon Dimitri Kimplaire à caméra-etc., et le prix du jury : Amasia de Guillaume Renier, Adrien Bisiou, Gaëlle Seguillon et Fabien Kretschmer à ArtFx Montpellier. De plus le FFE a eu l’honneur de remporter la première place ex-æquo du concours « Trophées de l’Etudiant » organisé par L'Étudiant (magazine) et Grand Poitiers.

### Édition 2015
La sixième édition a projeté au cinéma Le Dietrich le film Project Wild Thing, et le palmarès a été le prix du public Carpe sur table de Julien Posnic, Naoki Lembezat et Felix Urvois de l’IFFCAM, le prix amateur Quelques instants volés de Simon Bordage de l’ENSI Poitiers, et le prix du jury Fragments de Sylvain Diserens de l’IFFCAM. En 2015, un partenariat avec la Fête de l'Humanité a été établi).  Le FFE est également passé le mercredi 11 mars dans la chronique 12 minutes de la Radio Pulsar.

### Édition 2016
Le palmarès 2016 a vu les films suivant recevoir les prix précisés entre parenthèses : Dissonance de Milena Mathez-Loic, IFFCAM (prix du jury), La Légende du Crabe Phare de Gaëtan Borde, Benjamin Lebourgeois, Alexandre Veaux, Claire Vandermeersch de Supinfocom à Valenciennes (prix du public) et Le Pollueur de Pierrick Chilloux, Studio Chilloux (prix amateur). Le film présenté était Des abeilles et des hommes. La septième édition fut présidée par Jean-Paul Jaud réalisateur de  Nos enfants nous accuseront.

### Édition 2017
L'édition 2017 a récompensé Fond de tiroir de Marie Flacon, Lise Sourlier, Fran Gondi, Renaud Farlotti de l'EMCA - CREADOC (prix documentaire), The wind suddenly de Edris Samani, université des arts de Téhéran (prix d'animation), Swan (prix fiction) et Finis de jouer (prix amateur), sur un total de 14 courts-métrages. Lors de cette huitième édition, trois nouvelles catégories ont vu le jour : animation, documentaire et essai/fiction.

### Édition 2018
En 2018, le film En quête de sens a été présenté, puis 15 courts-métrages en compétition ont été projetés. Le FFE a également fait parler de lui dans un article de La Nouvelle République du Centre-Ouest .

### Édition 2019
L'édition 2019 a présenté le film On a 20 ans pour changer le monde, 11 courts-métrages en compétition et a également organisé un plogging au parc de Blossac.

### Édition 2020
En 2020, le FFE s'est déroulé la semaine du 09 au 13 mars. Après une journée d’accueil d'élèves de primaire au sein de l'ENSI Poitiers le 9, c'est le documentaire Vivons autrement qui est présenté au TAP Castille le 10 au soir. Un plogging a été organisé le jeudi sur le campus. La soirée de compétition a quant à elle été annulée à cause de la crise du Covid-19 ; aucun report n'a eu lieu. Le vote pour la compétition des courts-métrage a été fait en interne parmi les élèves de l'école.

### Édition 2021
Malgré la crise sanitaire, le FFE s'est déroulé du 9 au 12 mars, en ligne.
Il débute le 9 mars avec la projection en ligne du film Jour d'après de Jérémie Grojnowski. Puis le festival s'est clos par la soirée de compétition le 12 mars, elle aussi en ligne et a récompensé 4 courts-métrages parmi les 17 œuvres.

### Édition 2022
La 13e édition a commencé le 14 mars avec la journée d’accueil d'enfants au sein de l'ENSI Poitiers pour divers ateliers sur l'environnement. Le 15 mars à 20h30 a été diffusé le long métrage Demain de Cyril Dion au cinéma du TAP Castille de Poitiers. Le 16 mars ont eu lieu des ateliers de la Fresque du Climat en fin d'après-midi à l'ENSI Poitiers. Le 17 mars après-midi a eu lieu un plogging sur le campus. Enfin, le festival a été clos par la soirée de compétition et la projection des courts-métrages sélectionnés dans l’amphithéâtre de l'ENSI Poitiers le soir du 18 mars 2022. Sculpteur de lumière de Sébastien Guéry (meilleur documentaire), D'une pierre de cous de la famille Engert Masson (meilleur film amateur), Little Things de 6 coréalisateurs (meilleur anime) et Le relais de Jeanne Tachan (meilleure fiction) ont été les lauréats de cette édition.

### Édition 2023
La 14e édition du Festival du Film Environnemental se tiendra du lundi 13 au vendredi 17 mars 2023 à Poitiers.